# Mocedades 5
Mocedades 5 es el quinto álbum publicado en 1974 por el grupo vocal español Mocedades. El álbum empieza a perfilar el estilo que el grupo seguiría años más tarde, alejándose de la música tradicional o folk con más canciones en español y sumergiéndose en la canción melódica.
El primer sencillo de este álbum fue "El vendedor", publicado antes de que el LP saliera a la venta. Posteriormente salió "Tómame o déjame", canción insignia del grupo junto con "Eres tú" y "Amor de hombre", que definía el estilo de los sencillos promocionales, Amaya como solista y el resto del grupo haciendo los coros.
En algunas ediciones para Latinoamérica, este álbum incluye también el tema "Eres Tú".

## Canciones
1. "Tómame o déjame"  (3:07)
2. "Quisiera algún día"  (2:32)
3. "El vendedor"  (3:55)
4. "Red river valley"  (3:21)
5. "Pequeño y andarín"  (3:42)
6. "Eu xo quero un xodo"  (4:00)
7. "Los amantes"  (4:07)
8. "Nobody knows the trouble I've seen"  (2:24)
9. "Vuelvo a mi hogar"  (3:52)
10. "Llévame mis penas" (3:42)
11. "Soledades"  (3:10)
12. "Mulowa"  (3:03). Cantada en kimbundo, un dialecto de Angola

- Datos: Q5693578